# Thiers-sur-Thève
Thiers-sur-Thève – miejscowość i gmina we Francji, w regionie Hauts-de-France, w departamencie Oise.
Według danych na rok 1990 gminę zamieszkiwały 824 osoby, a gęstość zaludnienia wynosiła 132 osoby/km² (wśród 2293 gmin Pikardii Thiers-sur-Thève plasuje się na 349. miejscu pod względem liczby ludności, natomiast pod względem powierzchni na miejscu 760.).